# Pterolophia postmedioalba
Pterolophia postmedioalba là một loài bọ cánh cứng trong họ Cerambycidae.